# Museo de la Mujer Muso Kunda
El Museo de la Mujer Muso Kunda en Bamako es un museo de Malí fundado en 1995 por la historiadora Adame Ba Konaré siendo  primera dama del país (1992-2002) con el objetivo la lucha contra la discriminación entre hombres y mujeres  y poner en valor la historia y los conocimientos de las mujeres. Es uno de los pocos museos de mujeres que existen en África. El museo cerró durante una década . En 2015 se reestructuró el proyecto y reabrió sus puertas el 8 de marzo de 2019. El edificio está ubicado en el popular distrito de Korofina Norte, en el corazón de Bamako.
En la actualidad alberga también las actividades del Centro Kadiatou Thiam, que lleva el nombre de la madre de Adame Ba Konaré, un centre de formación y de producción para las mujeres conectado con Faladiè (CKT/Faladiè)

## Historia
La idea del museo surge por iniciativa de Adame Ba Konaré a partir de la publicación en 1993 de su libro "Femmes Célèbres du Malí".
El museo está tutelado por la Fundación Partage una asociación de lucha contra la exclusión presidida por Adame Ba Konaré. En la primera web del museo se señala la participación en el proyecto del arquitecto Moustaphe Soumaré, el pintor Antoine de Barry, la museóloga Marie Odile de Barry, el pintor Mamadou Diané y Mamadi Coulibaly. A nivel internacional recibió el apoyo de la Unión Europea, la UNESCO, la Organización Internacional de la Francofonía y el Programa de Desarrollo de las Naciones Unidas.
El museo está ubicado en Bamako, en el distrito de Korofina Norte de su fundación en 1995. En un principio era una casa alquilada por Adame Ba Konaré cuando era primera dama del país (1992-2002) para albergar un museo creado tras escribir un libro sobre la historia de las mujeres de Malí, Femmes Célèbres du Malí (1993). 
El museo estuvo cerrado durante una década cuando Adame Ba Konaré se trasladó con su marido a Adís Abeba al concluir su mandato en 2002. A su regreso a Bamako en 2008 Adame revisó los planos y amplió el espacio comprando una casa vecina. Durante años se ha dedicado a la reconstrucción con el apoyo de su hijo Birama Konaré, jefe de la agencia de comunicación Bintlhily y fundador de la radio-televisión Djoliba.
Se reabrió el 8 de marzo de 2019. El edificio de tres plantas tiene previsto además de albergar el nuevo museo, acoger ceremonias o seminarios en sus salas de conferencias y una sala de té para financiarse de forma independiente. También un restaurante y un hotel.

## Muso Kunda
El nombre de Muso Kunda quiene decir en lengua khassonké "del lado de las mujeres"

## Exposiciones
Entre los espacios privilegiados del museo se encuentra la exposición permanente "la marcha de las mujeres" que rinde homenaje a las víctimas de la revuelta de 1991 entre ellas Fatoumata Siré Diakité, presidenta fundadora de la organización feminista APDF (Asociación para el progreso y la defensa de las mujeres) creada en 1991, Viney Tahanouna Walet, de etnia tuareg, de la tribu de Idranes, implicada en la búsqueda de la paz durante la rebelión tuareg de los años 90 y miembro fundadora del Movimiento Nacional de Mujeres para la Salvaguarda de la Paz y la Unidad Nacional (MNFSPUN) creado en 1991, Renée Cissé, asistenta social que participó en la creación del Centro social de Bamaco junto a Andrée Weber, conocida como Madame Audibert en 1953 ocupando el puesto de secretaria para los conflictos en el movimiento asociativo de Malí, también fue presenta de la Unión Nacional de Mujeres de Malí (UNFM) entre 1977 y 1980 y Aoua Keïta, comadrona, primera mujer sindicalista de Malí, autora de la conocida obra Femme d'Afrique. La vie d'Aoua Kéita racontée par elle-même, Grand Prix littéraire d'Afrique Noire de 1976, la única mujer elegida en 1959 en el Consejo Político Nacional de la USRDA, elegida diputada en las elecciones legislativas de 1959.
Las exposiciones se dividen en cuatro apartados: el ciclo de las mujeres, la imagen de las mujeres, la marcha de las mujeres y la vida cotidiana de las mujeres.
Tiene también salas para realizar talleres y una sala de espectáculos que lleva el nombre de la cantante sudafricana y activista por los derechos de las mujeres Miriam Makeba.